# Haus Unger
Das Haus Unger ist ein Studentenwohnheim in Berlin. Träger des Wohnheims ist das Studentenwerk Berlin, eine Anstalt des öffentlichen Rechts.

## Geschichte

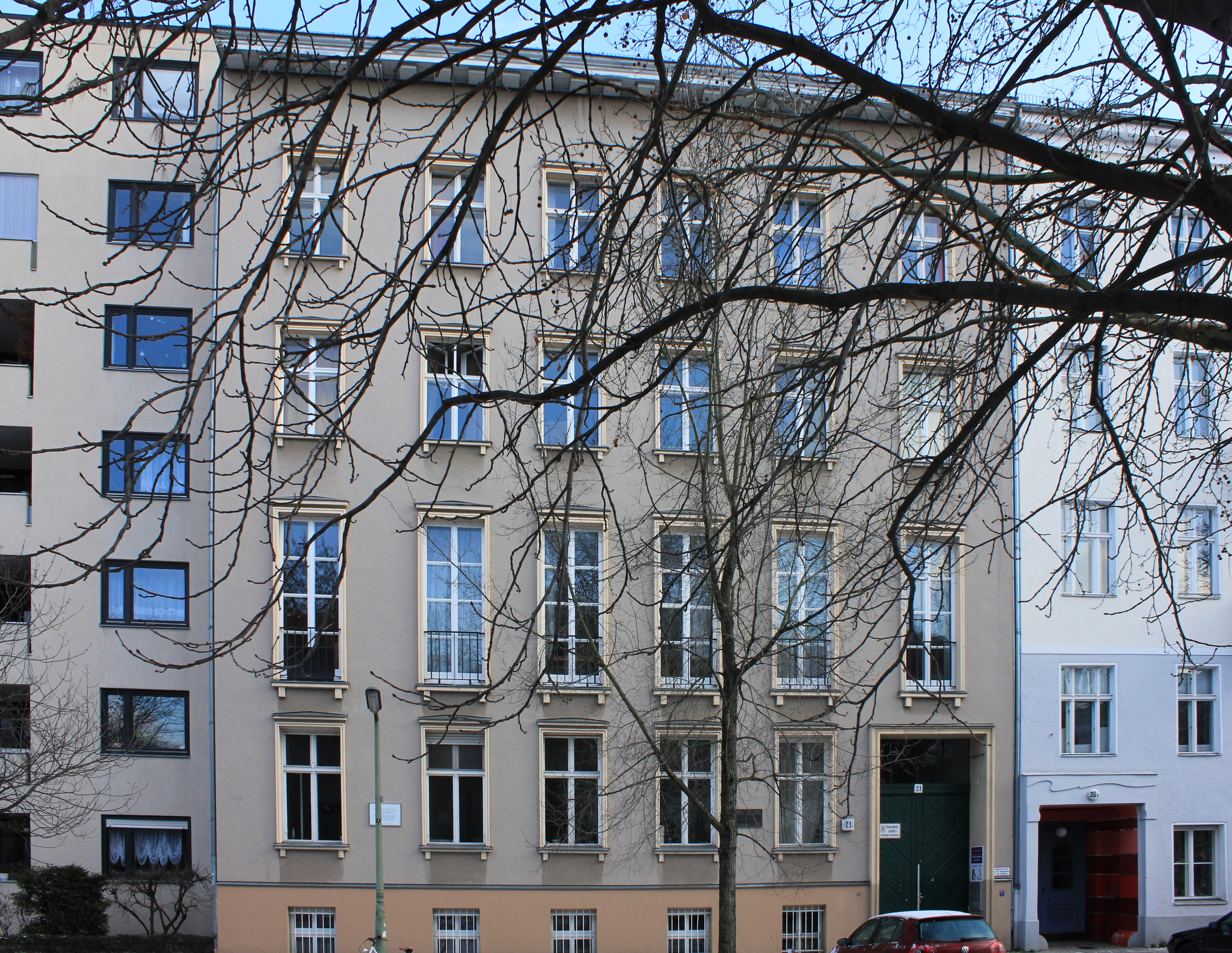
Vorderhaus Derfflingerstraße 21

Das ehemalige Mietshaus, Vorderhaus mit Seitenflügel, wurde 1876 nach Entwurf des Bauherrn und Zimmermeister Stieber erbaut. Der Gebäudekomplex, der sich auf dem Hintergelände mit Seitenflügeln und Quergebäuden tief in das Blockinnere erstreckt, wurde im Jahre 1905 vom Architektenbüro Breslauer & Salinger für den Arzt Ernst Unger als fünfgeschossige Privatklinik errichtet. Nachdem der jüdische Professor von den Nationalsozialisten Berufsverbot erhalten hatte, nutzte die NS-Frauenschaft das Haus ab 1936. Dazu gestaltete der Architekt Böttcher das Vorderhaus mit Fensterreihungen und französischen Fenstern im Sinne der nationalsozialistischen Architekturauffassung um. Nach dem Krieg zog das Krankenhaus Moabit ein. Im Jahr 1990 wurde das Haus Unger zu einem Studentenwohnheim umfunktioniert. Inzwischen steht es unter Denkmalschutz.

## Gebäude
Das Haus Unger gliedert sich in zwei voneinander getrennte, aber direkt benachbarte Gebäude mit jeweils fünf Stockwerken. Im Vorderhaus sind die Wohngemeinschaften des Studentenwohnheims untergebracht. Im verwinkelten Hinterhaus befinden sich die Etagen mit den Wohnheimzimmern sowie die Kita Maulwurf im Erdgeschoss.

## Belegung
Das Haus Unger verfügt über 59 Einzelzimmer, 13 Doppelzimmer, fünf Zwei- und Drei-Zimmer-Wohnungen sowie sieben Vier- bis Sieben-Zimmer-Wohnungen. Die Wohnungen werden für Wohngemeinschaften genutzt. Die Einzel- und Doppelzimmer sind zu Etagen zusammengefasst, die sich zumeist jeweils Küche, Bad und Toilette teilen und damit Wohngemeinschaften ähneln. Die „Doppelzimmer“ sind heute vor allem noch dem Namen nach solche; sie werden überwiegend von Einzelpersonen bewohnt. Insgesamt wohnen rund 130 Studenten im Haus Unger.

## Kita Maulwurf
Neben dem Studentenwohnheim beherbergt das Haus Unger die von der Arbeiterwohlfahrt betriebene Kindertagesstätte Maulwurf mit eigenem Spielplatz im Innenhof.

## Lage
Das Haus Unger steht auf dem Grundstück Derfflingerstraße 21 im Ortsteil Tiergarten des Berliner Bezirks Mitte, nahe der Kurfürstenstraße und des Nollendorfplatzes und damit zentral zur City West.